# Geiseltalsee (Schiff)
Die Geiseltalsee ist ein Fahrgastschiff, das seit Juni 2019 als Touristenattraktion auf dem Geiseltalsee eingesetzt wird.

## Geschichte
Das Schiff wurde 1986 auf der Schiffswerft Schmidt in Oberwinter als Luna für die Lüneburger Reederei Anker gebaut, die es für Fahrten auf der Ilmenau von Lüneburg aus zur Elbe einsetzte. 1992 wurde es an die Reederei Trawöger verkauft und an den Traunsee transportiert. 2006 übernahm die Reederei Eder das Schiff.
Da das Schiff nicht behindertengerecht ist und ein Umbau zu aufwendig gewesen wäre, verkaufte die Reederei Eder das Schiff an das Merseburger Unternehmen ARS Betriebsservice, das es seit dem 1. Juni 2019 für Rundfahrten nach festem Fahrplan und für Charterfahrten auf dem Geiseltalsee einsetzt.

## Beschreibung
Das Schiff wird von einem Mercedes-Dieselmotor mit 230 PS Leistung angetrieben. Der Motor wirkt auf einen Propeller.
Der Steuerstand des Schiffes befindet sich im vorderen Bereich des Schiffes. Dahinter befindet sich der geschlossene Salon mit Sitzgelegenheiten für die Fahrgäste. Auf dem offenen Oberdeck sind weitere Sitzgelegenheiten eingerichtet.